# Міягашев Аймир Євгенович
Аймир Євгенович Міягашев (рос. Аймир Евгеньевич Миягашев; 10 вересня 1995, Таштип, Росія — 27 травня 2022, Яремівка, Україна) — російський військовик, єфрейтор ЗС РФ (2016). Герой Російської Федерації.

## Біографія
Син шкільних робітників. Перші роки життя провів у селі Анчул Таштипського району. У трирічному віці переїхав з родиною в Іультинський район Чукотського автономного округу, де його батьки працевлаштувалися в середній загальноосвітній школі села Уелькаль, через кілька років родина Міягашевих знову змінила місце проживання. В 2002/13 роках навчався в середній загальноосвітній школі селища Егвекінот.
В 2013 році вступив в Сибірський федеральний університет, проте після двох курсів покинув навчання. В 2016 році був призваний в ЗС РФ. Після проходження п'ятимісячної підготовки в Новосибірському вищому військовому командному училищі був направлений в Південний військовий округ. З листопада 2016 року служив лінійним наглядачем 19-ї окремої мотострілецької бригади. В жовтні 2017 року закінчив строкову службу, підписав контракт і став радистом-розвідником групи спеціального призначення 794-го загону спеціального призначення 14-ї окремої бригади спеціального призначення.
З жовтня 2020 року — старший радист-розвідник групи кореспондентського зв'язку роти зв'язку своєї бригади. Учасник вторгнення в Україну. Загинув у бою. 11 червня 2022 року був похований в селі Анчул Таштипського району.

## Нагороди
Отримав декілька нагород, серед яких:
- Медаль Суворова (7 грудня 2020)
- Звання «Герой Російської Федерації» (25 серпня 2022, посмертно) — «за мужність та героїзм, проявлені під час виконання військового обов'язку.» 12 жовтня медаль «Золота зірка» була вручена рідним Міягашева губернатором Чукотського автономного округу Романом Копіним.